# Liste der Nummer-eins-Country-Alben in den USA (2018)
Dies ist eine Liste der Nummer-eins-Alben in den von Billboard ermittelten Verkaufscharts für Country-Alben in den USA im Jahr 2018.

| ← 2017 ← | Liste der Nummer-eins-Country-Alben in den USA | Liste der Nummer-eins-Country-Alben in den USA | Liste der Nummer-eins-Country-Alben in den USA | 2019 →                    |
| \| Zeitraum \| Wo. ges. \| Interpret \| Titel \| Zusätzliche Informationen \| \| (Zeitraum, Wochen auf Platz eins, Interpret, Titel, zusätzliche Informationen) \| \| \| \| \| \| ------------------------------------------------------------------------------ \| -------- \| ---------------- \| --------------------------------------------- \| ------------------------- \| \| 30. Dezember 2017 – 5. Januar 2018 1 Woche (insgesamt 2) \| 2 \| Luke Bryan \| What Makes You Country[1] \| — \| \| 6. Januar 2018 – 12. Januar 2018 1 Woche (insgesamt 2) \| 2 \| Garth Brooks \| The Anthology Part I: The First Five Years[2] \| — \| \| 13. Januar 2018 – 2. Februar 2018 3 Wochen (insgesamt 10) \| 10 \| Kane Brown \| Kane Brown[3] \| — \| \| 3. Februar 2018 – 9. Februar 2018 1 Woche (insgesamt 1) \| 1 \| Lanco \| Hallelujah Nights[4] \| — \| \| 10. Februar 2018 – 2. März 2018 3 Wochen (insgesamt 4) \| 4 \| Chris Stapleton \| From A Room: Volume 2[5] \| — \| \| 3. März 2018 – 30. März 2018 4 Wochen (insgesamt 10) \| 10 \| Kane Brown \| Kane Brown \| — \| \| 31. März 2018 – 6. April 2018 1 Woche (insgesamt 1) \| 1 \| Scotty McCreery \| Seasons Change[6] \| — \| \| 7. April 2018 – 13. April 2018 1 Woche (insgesamt 10) \| 10 \| Kane Brown \| Kane Brown \| — \| \| 14. April 2018 – 20. April 2018 1 Woche (insgesamt 1) \| 1 \| Kacey Musgraves \| Golden Hour[7] \| — \| \| 21. April 2018 – 27. April 2018 1 Woche (insgesamt 10) \| 10 \| Kane Brown \| Kane Brown \| — \| \| 28. April 2018 – 11. Mai 2018 2 Wochen (insgesamt 6) \| 6 \| Jason Aldean \| Rearview Town[8] \| — \| \| 12. Mai 2018 – 18. Mai 2018 1 Woche (insgesamt 1) \| 1 \| Keith Urban \| Graffiti U[9] \| — \| \| 19. Mai 2018 – 8. Juni 2018 3 Wochen (insgesamt 6) \| 6 \| Jason Aldean \| Rearview Town \| — \| \| 9. Juni 2018 – 15. Juni 2018 1 Woche (insgesamt 10) \| 10 \| Kane Brown \| Kane Brown \| — \| \| 16. Juni 2018 – 22. Juni 2018 1 Woche (insgesamt 46) \| 46 \| Luke Combs \| This One’s for You[10] \| — \| \| 23. Juni 2018 – 29. Juni 2018 1 Woche (insgesamt 1) \| 1 \| Dierks Bentley \| The Mountain[11] \| — \| \| 30. Juni 2018 – 6. Juli 2018 1 Woche (insgesamt 6) \| 6 \| Jason Aldean \| Rearview Town \| — \| \| 7. Juli 2018 – 13. Juli 2018 1 Woche (insgesamt 1) \| 1 \| Dan + Shay \| Dan + Shay[12] \| — \| \| 14. Juli 2018 – 10. August 2018 4 Wochen (insgesamt 46) \| 46 \| Luke Combs \| This One’s for You \| — \| \| 11. August 2018 – 17. August 2018 1 Woche (insgesamt 1) \| 1 \| Kenny Chesney \| Songs for the Saints[13] \| — \| \| 18. August 2018 – 31. August 2018 2 Wochen (insgesamt 46) \| 46 \| Luke Combs \| This One’s for You \| — \| \| 1. September 2018 – 7. September 2018 1 Woche (insgesamt 1) \| 1 \| Cole Swindell \| All of It \| — \| \| 8. September 2018 – 28. September 2018 3 Wochen (insgesamt 46) \| 46 \| Luke Combs \| This One’s for You \| — \| \| 29. September 2018 – 12. Oktober 2018 2 Wochen (insgesamt 2) \| 2 \| Carrie Underwood \| Cry Pretty[14] \| — \| \| 13. Oktober 2018 – 19. Oktober 2018 1 Woche (insgesamt 46) \| 46 \| Luke Combs \| This One’s for You \| — \| \| 20. Oktober 2018 – 2. November 2018 2 Wochen (insgesamt 2) \| 2 \| Eric Church \| Desperate Man[15] \| — \| \| 3. November 2018 – 16. November 2018 2 Wochen (insgesamt 46) \| 46 \| Luke Combs \| This One’s for You \| — \| \| 17. November 2018 – 23. November 2018 1 Woche (insgesamt 1) \| 1 \| Pistol Annies \| Interstate Gospel[16] \| — \| \| 24. November 2018 – 30. November 2018 1 Woche (insgesamt 1) \| 1 \| Kane Brown \| Experiment[17] \| – \| \| 1. Dezember 2018 – 21. Dezember 2018 3 Wochen (insgesamt 46) \| 46 \| Luke Combs \| This One’s for You \| — \| \| 22. Dezember 2018 – 28. Dezember 2018 1 Woche (insgesamt 1) \| 1 \| Brett Young \| Ticket to L.A.[18] \| – \| |                                                |                                                |                                                |                           |
| ← 2017 |                                                |                                                |                                                | → 2019 →                  |
| Zeitraum | Wo. ges.                                       | Interpret                                      | Titel                                          | Zusätzliche Informationen |
| (Zeitraum, Wochen auf Platz eins, Interpret, Titel, zusätzliche Informationen) |                                                |                                                |                                                |                           |
| 30. Dezember 2017 – 5. Januar 2018 1 Woche (insgesamt 2) | 2                                              | Luke Bryan                                     | What Makes You Country                         | —                         |
| 6. Januar 2018 – 12. Januar 2018 1 Woche (insgesamt 2) | 2                                              | Garth Brooks                                   | The Anthology Part I: The First Five Years     | —                         |
| 13. Januar 2018 – 2. Februar 2018 3 Wochen (insgesamt 10) | 10                                             | Kane Brown                                     | Kane Brown                                     | —                         |
| 3. Februar 2018 – 9. Februar 2018 1 Woche (insgesamt 1) | 1                                              | Lanco                                          | Hallelujah Nights                              | —                         |
| 10. Februar 2018 – 2. März 2018 3 Wochen (insgesamt 4) | 4                                              | Chris Stapleton                                | From A Room: Volume 2                          | —                         |
| 3. März 2018 – 30. März 2018 4 Wochen (insgesamt 10) | 10                                             | Kane Brown                                     | Kane Brown                                     | —                         |
| 31. März 2018 – 6. April 2018 1 Woche (insgesamt 1) | 1                                              | Scotty McCreery                                | Seasons Change                                 | —                         |
| 7. April 2018 – 13. April 2018 1 Woche (insgesamt 10) | 10                                             | Kane Brown                                     | Kane Brown                                     | —                         |
| 14. April 2018 – 20. April 2018 1 Woche (insgesamt 1) | 1                                              | Kacey Musgraves                                | Golden Hour                                    | —                         |
| 21. April 2018 – 27. April 2018 1 Woche (insgesamt 10) | 10                                             | Kane Brown                                     | Kane Brown                                     | —                         |
| 28. April 2018 – 11. Mai 2018 2 Wochen (insgesamt 6) | 6                                              | Jason Aldean                                   | Rearview Town                                  | —                         |
| 12. Mai 2018 – 18. Mai 2018 1 Woche (insgesamt 1) | 1                                              | Keith Urban                                    | Graffiti U                                     | —                         |
| 19. Mai 2018 – 8. Juni 2018 3 Wochen (insgesamt 6) | 6                                              | Jason Aldean                                   | Rearview Town                                  | —                         |
| 9. Juni 2018 – 15. Juni 2018 1 Woche (insgesamt 10) | 10                                             | Kane Brown                                     | Kane Brown                                     | —                         |
| 16. Juni 2018 – 22. Juni 2018 1 Woche (insgesamt 46) | 46                                             | Luke Combs                                     | This One’s for You                             | —                         |
| 23. Juni 2018 – 29. Juni 2018 1 Woche (insgesamt 1) | 1                                              | Dierks Bentley                                 | The Mountain                                   | —                         |
| 30. Juni 2018 – 6. Juli 2018 1 Woche (insgesamt 6) | 6                                              | Jason Aldean                                   | Rearview Town                                  | —                         |
| 7. Juli 2018 – 13. Juli 2018 1 Woche (insgesamt 1) | 1                                              | Dan + Shay                                     | Dan + Shay                                     | —                         |
| 14. Juli 2018 – 10. August 2018 4 Wochen (insgesamt 46) | 46                                             | Luke Combs                                     | This One’s for You                             | —                         |
| 11. August 2018 – 17. August 2018 1 Woche (insgesamt 1) | 1                                              | Kenny Chesney                                  | Songs for the Saints                           | —                         |
| 18. August 2018 – 31. August 2018 2 Wochen (insgesamt 46) | 46                                             | Luke Combs                                     | This One’s for You                             | —                         |
| 1. September 2018 – 7. September 2018 1 Woche (insgesamt 1) | 1                                              | Cole Swindell                                  | All of It                                      | —                         |
| 8. September 2018 – 28. September 2018 3 Wochen (insgesamt 46) | 46                                             | Luke Combs                                     | This One’s for You                             | —                         |
| 29. September 2018 – 12. Oktober 2018 2 Wochen (insgesamt 2) | 2                                              | Carrie Underwood                               | Cry Pretty                                     | —                         |
| 13. Oktober 2018 – 19. Oktober 2018 1 Woche (insgesamt 46) | 46                                             | Luke Combs                                     | This One’s for You                             | —                         |
| 20. Oktober 2018 – 2. November 2018 2 Wochen (insgesamt 2) | 2                                              | Eric Church                                    | Desperate Man                                  | —                         |
| 3. November 2018 – 16. November 2018 2 Wochen (insgesamt 46) | 46                                             | Luke Combs                                     | This One’s for You                             | —                         |
| 17. November 2018 – 23. November 2018 1 Woche (insgesamt 1) | 1                                              | Pistol Annies                                  | Interstate Gospel                              | —                         |
| 24. November 2018 – 30. November 2018 1 Woche (insgesamt 1) | 1                                              | Kane Brown                                     | Experiment                                     | –                         |
| 1. Dezember 2018 – 21. Dezember 2018 3 Wochen (insgesamt 46) | 46                                             | Luke Combs                                     | This One’s for You                             | —                         |
| 22. Dezember 2018 – 28. Dezember 2018 1 Woche (insgesamt 1) | 1                                              | Brett Young                                    | Ticket to L.A.                                 | –                         |